# Kulskij Stanok
Kulskij Stanok (ros. Кульский Станок) – wieś (ułus) w Rosji, w Buriacji, w rejonie chorińskim. W 2010 liczyła 571 mieszkańców.